# Assault Suit Leynos (videojuego de 2015)
Assault Suit Leynos es un videojuego de desplazamiento lateral de disparos y un remake del epónimo juego de 1990, antiguamente llamado Target Earth en Norteamérica. Es parte de la serie Assault Suit. Desarrollado por Dracue, fue distribuido por EXTREME Co., Ltd en Japón y por Rising Star Games en el resto del mundo. Fue lanzado el 23 de diciembre de 2015 en Japón y el 14 de julio de 2016 en Norteamérica y Europa para PlayStation 4, con su lanzamiento de Steam el 30 de agosto de 2016. Al igual que en el original, la trama se centra en la humanidad siendo atacada por una fuerza desconocida a la que contraataca con el Escuadrón de Trajes de Asalto.

## Recepción
La versión de PS4 recibió un puntaje agregado de 67/100 en Metacritic, indicando «reseñas mixtas o medias».
Jeremy Peeples de Hardcore Gamer valoró el juego con 4/5 puntos, diciendo que «toma todo lo que funcionó del original y lo mejora con adornos modernos». Mostrándose sorprendido por el hecho de que el juego original fuese jugable incluso sin una configuración de palanca moderna, llamó al remake aún más misericordioso, pero todavía desafiante. Aclamó los nuevos gráficos como una «gran mejora», pero criticó las explosiones como muy grandes. También llamó a la banda sonora poco emocionante.
Ramón Nafria de Vandal valoró al juego con un 7.5/10, llamándolo «difícil, intenso y épico», pero dijo que le gustaría más a los gamers retro. Aclamó la historia de ópera espacial dramática y llamó a los gráficos visualmente excelentes y mucho mejores que el juego original.
Robert Ramsey de Push Square calificó al juego con 7/10 estrellas, llamándolo un «shooter de mechas sólido» y elogiando el hecho de que el título original entero de Genesis fuese incluido. Llamando a la jugabilidad satisfactoria y fiel a ser un mecha gigante, más tarde la describió como inflexible, pero, en las dificultades Fácil y Normal, «lejos de ser brutalmente destructora». Criticó al juego por resultar a veces abrumador cuando los diálogos importantes tapan la jugabilidad intensa.